# ケヴィン・ラフランス
ケヴァン・ピエール・ラフランス（フランス語: Kevin Pierre Lafrance、1990年1月13日 - ）は、ハイチとフランスのサッカー選手。ハイチ代表。ポジションはDF。

## クラブ歴
フランスのボンディに生まれ、FKバニーク・モスト1909で選手となり、SKスラヴィア・プラハ、FKヴィクトリア・ジシュコフにレンタル移籍をした後、ポーランド国内のクラブを転々とした。
2016年にキプロス・ファーストディビジョンのAELリマソールに加入した。
2019年6月、APOELニコシアに移籍した。

## 代表歴
2010年11月18日に行われたカタール代表との親善試合で代表初出場、2011年9月6日に行われた2014 FIFAワールドカップ・北中米カリブ海2次予選のキュラソー島代表戦で代表初得点。

## 個人成績
2017年12月14日現在
| No | 日附           | 場所                                             | 対戦相手       | 得点 | 結果 | 大会                                           |
| -- | -------------- | ------------------------------------------------ | -------------- | ---- | ---- | ---------------------------------------------- |
| 1. | 2011年9月6日   | ウィレムスタッド・スタディオン・エルギリオ・ハト | キュラソー     | 1–1  | 4–2  | 2014 FIFAワールドカップ・北中米カリブ海1次予選 |
| 2. | 2012年9月7日   | ポルトープランス・スタッド・シルヴィオ・カトール | サン・マルタン | 6–0  | 7–0  | カリビアンカップ2012予選                       |
| 3. | 2016年9月6日   | キングストン・インディペンデンス・パーク         | ジャマイカ     | 1–0  | 2–0  | 2018 FIFAワールドカップ・北中米カリブ海4次予選 |
| 4. | 2017年10月10日 | 神奈川県横浜市横浜国際総合競技場                 | 日本           | 1–2  | 3–3  | 親善試合                                       |